# Tillomorpha myrmicaria
Tillomorpha myrmicaria är en skalbaggsart som beskrevs av Leon Fairmaire och Germain 1859. Tillomorpha myrmicaria ingår i släktet Tillomorpha och familjen långhorningar. Inga underarter finns listade i Catalogue of Life.